# Siergiej Glinka
Siergiej Nikołajewicz Glinka, ros. Сергей Николаевич Глинка (ur. 1776 w Sutokach, zm. 1847 w Moskwie) – rosyjski dziennikarz i pisarz nacjonalistyczny. Brat Fiodora.
Występował przeciw ideom, jakie głosiło francuskie oświecenie. Od 1808 redagował nacjonalistyczne pismo „Russkij Wiestnik”. Przedstawiał w nim idylliczną wersję historii dawnej (XVI- i XVII-wiecznej) Rusi. Ogłosił Zapiski o 1812 roku (1836) oraz Zapiski o Moskwie (1837).